# سونغ إيلغوك
سونغ إيلغوك هو ممثل كوري جنوبي ولد في يوم 1 أكتوبر 1971 في سيئول. بدأ التمثيل في سنة 1999، مثل في مسلسلات كل شئ عن حواء في سنة 2000 و حاوس شخصي في 2003 وإمبراطور البحر في 2004 و جومونع في 2006 و اللوبي في 2007 و مملكة الرياح في 2008 و رجل يدعى بالإله في 2009 و فرقة إجرام في 2011 جانغ يونغسيل في 2016.

## روابط خارجية
- سونغ إيلغوك على موقع IMDb (الإنجليزية)
- سونغ إيلغوك على موقع قاعدة بيانات الفيلم (الإنجليزية)
- سونغ إيلغوك على موقع كينوبويسك (الروسية)